# AGOVV in het seizoen 1962/63
Het seizoen 1962/1963 was het negende jaar in het bestaan van de Apeldoornse betaaldvoetbalclub AGOVV. De club kwam uit in de Tweede divisie A en eindigde daarin op de tweede plaats, dit hield in dat de club mee mocht doen in de promotiecompetitie. Deze werd op de vierde plaats afgesloten. Tevens deed de club mee aan het toernooi om de KNVB beker, hierin werd in de eerste ronde verloren van NOAD (2–3).

## Wedstrijdstatistieken

### Tweede divisie A
|       | Alkmaar '54 | Be Quick | De Graafschap | Heerenveen | KFC   | Leeuwarden | N.E.C. | Oldenzaal | Stormvogels | Tubantia | Vitesse | VSV   | Wageningen | ZFC   | Zwartemeer | Zwolsche Boys |
| ----- | ----------- | -------- | ------------- | ---------- | ----- | ---------- | ------ | --------- | ----------- | -------- | ------- | ----- | ---------- | ----- | ---------- | ------------- |
| Thuis | 2 – 3       | 4 – 1    | 3 – 0         | 1 – 0      | 1 – 1 | 3 – 3      | 3 – 2  | 1 – 0     | 0 – 0       | 1 – 1    | 4 – 1   | 3 – 1 | 4 – 1      | 8 – 1 | 3 – 1      | 2 – 0         |
| Uit   | 1 – 0       | 0 – 1    | 2 – 2         | 5 – 1      | 0 – 1 | 1 – 1      | 2 – 1  | 2 – 2     | 1 – 2       | 0 – 1    | 1 – 1   | 2 – 1 | 2 – 2      | 0 – 0 | 2 – 0      | 2 – 3         |

### Promotiecompetitie
| Speelronde 1                                                                                       | Haarlem                                                  | 3 – 0 (0 – 0) | AGOVV             |
| 26 juni 1963 Plaats: Haarlem Jan Gijzenkade Toeschouwers: 7.500 Scheidsrechter: Leo Horn           | Henk Angenent 57' Fred Jaski 83' Lout Vreeken 87'        |               |                   |
| Speelronde 2                                                                                       | AGOVV                                                    | 4 – 1 (2 – 0) | BVV               |
| 30 juni 1963 Plaats: Apeldoorn Berg & Bos Toeschouwers: 12.000 Scheidsrechter: Andries van Leeuwen | Joop Hartjes 31', 33' Weber 60' (e.d.) Freek Kraijer 75' |               | 55' Henk Lugters  |
| Speelronde 3                                                                                       | HVC                                                      | 3 – 1 (2 – 0) | AGOVV             |
| 3 juli 1963 Plaats: Wageningen De Wageningse Berg Toeschouwers: 13.000 Scheidsrechter: Piet Roomer | Ruud Maas 3' (pen.) Nol Heijerman 30' Bennie Marcus 87'  |               | 50' Freek Kraijer |

### KNVB Beker
| 1e ronde                                     | AGOVV                                   | 2 – 3 (0 – 1) | NOAD                                    |
| 13 oktober 1962 Plaats: Apeldoorn Berg & Bos | Nico Temming 83' (pen.) Jan Brouwer 86' |               | Theo Netten 72', 80' Harry van Stiphout |

## Statistieken AGOVV 1962/1963

### Eindstand AGOVV in de Nederlandse Tweede divisie A 1962 / 1963
| Stand | Gespeeld | Gewonnen | Gelijk | Verloren | Punten | Doelpunten voor | Doelpunten tegen |
| ----- | -------- | -------- | ------ | -------- | ------ | --------------- | ---------------- |
| 2e    | 32       | 16       | 10     | 6        | 42     | 62              | 39               |

### Topscorers
| #              | Naam             | Goal |
| -------------- | ---------------- | ---- |
| 1.             | Sietze de Vries  | 17   |
| 2.             | Joop Hartjes     | 13   |
| 3.             | Freek Kraijer    | 12   |
| 4.             | Henk Kanselaar   | 7    |
| 5.             | Jan Brouwer      | 6    |
| 6.             | Herman de Jong   | 2    |
| 7.             | Wim Bakker       | 1    |
| 7.             | Gerard Brouwer   | 1    |
| 7.             | Dick van Ekeren  | 1    |
| 7.             | Kees Nijdeken    | 1    |
| Eigen doelpunt |                  |      |
| -              | Jan Vreugd (VSV) | 1    |
| Totaal         | Totaal           | 62   |

| #              | Naam          | Goal |
| -------------- | ------------- | ---- |
| 1.             | Joop Hartjes  | 2    |
| 1.             | Freek Kraijer | 2    |
| Eigen doelpunt |               |      |
| -              | Weber (BVV)   | 1    |
| Totaal         | Totaal        | 5    |

| #      | Naam         | Goal |
| ------ | ------------ | ---- |
| 1.     | Jan Brouwer  | 1    |
| 1.     | Nico Temming | 1    |
| Totaal | Totaal       | 2    |